# Garabuli
Garabuli, também chamada Alcácer [de] Garabuli (em árabe: غاسر غارابولي; romaniz.: Gasr Garabulli) e Castelverde, é uma localidade da Líbia, situada no distrito de Trípoli. Está a 38,1 quilômetros de Tajura e 51 de Trípoli. Entre 1983 e 1987, foi capital do efêmero distrito de Garabuli.